# 倉田紘文
倉田 紘文（くらた こうぶん、本名:ひろふみ、1940年1月5日 - 2014年6月11日）は、日本の俳人。別府大学名誉教授。専門は国文学。大分県出身。

## 生涯
杵築市山香町生、大分大学学芸学部技術科卒。父が中塚一碧楼に師事した俳人であったため、幼少期から俳句に親しむ。1959年、19歳のときに、耶馬渓で行われた「芹」九州俳句大会にて高野素十に出会い師事、「芹」に入会。1972年、素十の勧めにより32歳で「蕗」を創刊、主宰。1983年、別府大学教授（国文学）に就任。のちに名誉教授。1978年より『大分合同新聞』俳壇選者。1992年より『山陽新聞』俳壇選者。1998年よりNHK俳壇主宰・選者、およびBS俳句王国主宰。
代表句に「秋の灯にひらがなばかり母の文」「蛍待つ闇を大きく闇つつむ」などがある。素十の教えを貫き、平明でありつつ詩情のある写生句を作った。1993年大分合同新聞文化賞、1999年第39回久留島武彦文化賞、2001年ゴールドベルグ大芸術家賞受賞。日本文芸家協会会員、俳文学会会員、日本詩歌文学館評議員、俳人協会理事、国際俳句交流協会評議員。 
2014年6月11日、大腸癌により別府市の自宅にて死去。74歳没。

## 著書
句集
- 『慈父悲母』 木耳社、1976年
- 『光陰』 牧羊社、1983年
- 『無量』 富士見書房、1989年
- 『帰郷』 牧羊社、1993年
- 『都忘れ』 朝日新聞社、1997年
- 『水輪』 角川書店、2006年
- 『倉田紘文集 (自解100句選)』 牧羊社、1987年
- 『倉田紘文―花神 俳句館』 花神社、1995年

評論、随筆など
- 『高野素十研究』  永田書房、1979年
- 『高野素十『初鴉』全評釈』 文学の森、2011年
- 『至福の俳句 これから俳句を始める人に』 ウエップ、2011年

編著
- 『高野素十の世界』 梅里書房、1989年
- 『高野素十 (蝸牛俳句文庫) 』 蝸牛社、1987年
- 『死 (秀句350選) 』 蝸牛社、1989年
- 『空―高野素十句集』 ふらんす堂、1993年